# Фредерик Паси
 Фредерик Паси (на френски: Frédéric Passy) е френски икономист и политик, носител на Нобелова награда за мир за 1901 година. Той е сред основателите на Френското дружество на приятелите на мира, по-късно преименувано на Дружество за арбитраж между нациите, и един от първите председатели на Интерпарламентарния съюз.

## Ранни години (1822 – 1846)
Роден е на 20 май 1822 година в Париж, Франция. Учи философия, право и икономика в родния си град. Под влиянието на чичо си Иполит, министър на крал Луи-Филип и император Наполеон ІІІ, Паси проявява интерес към политическата икономия. Важна роля за формирането на мирогледа му изиграва доктрината за свободната търговия, съдържаща се в трудовете на Ричард Кобден, Джон Брайт и Густав де Молинари. Тези учени защитават идеалите на рационализма, личната и икономическата свобода, частната собственост и интернационализма.
След като получава през 1844 г. наследство, Паси напуска държавната служба и се задълбочава в изучаването на политическата икономика. По време на пътуване до Италия се запознава с Вланш Сагере и през 1846 г. се жени за нея. Двамата имат 12 деца.

## Научна и политическа дейност (1846 – 1889)
Паси има някаква представа за движението за мир, появило се в Европа, но не се интересува от него до края на Кримската война (1853 – 1856), в която Франция се сражава на страната на Англия и Турция срещу Русия. Неизброимите жертви от двете страни го карат да се плаши, а по време на наводнението на Лоара е учуден, че хората, които се ужасяват от броя на жертвите на стихията, са почти безразлични към безбройните жертви на войната. Той стига до извода, че стихийните бедствия не могат да бъдат избегнати, докато войните могат и трябва да се предотвратяват. Част от времето, което дотогава му отива за политическата икономика, започва да посвещава на делото на мира. Той смята войната не само за аморална, но и за непродуктивна, водеща до „огромни финансови неудобства, гибел на собствеността и търговията и заплаха за живота и свободата на индивида“. Според него, ако хората и народите осъзнаят „свързващата ги материална и морална солидарност, ще осъдят войната и ще се постараят да осигурят естествените си интереси чрез международни договори и погранична търговия“.
Някои свои възгледи Паси излага в „Проблеми на икономиката“ (на френски: Mélanges économiques) – сборник есета, публикуван през 1857 г., и в лекциите, които чете в продължение на няколко години.
Паси избягва държавната служба, защото ще му се наложи да даде клетва на император Наполеон ІІІ, срещу когото се противопоставя съзнанието му. По същата причина не приема награждаването си с ордена на Почетния легион и ред други назначения. Нарасналите разногласия между Франция и немските държави през 60-те години на ХІХ век предизвикват тревога у Паси и другите френски либерали. Когато Наполеон ІІІ се опитва да установи контрол над Люксембург, войната започва да изглежда неизбежна. Паси и двама негови влиятелни колеги пишат писмо във френския вестник „Време“ (на френски: Le Temps), като призовават за мирно решаване на конфликта и създаване на френско дружество за мир. Неочаквано широката поддръжка на писмото вдъхновява Паси и няколко негови приятели да създадат в същата година Международна и постоянна лига за мир (на френски: Ligue internationale et permanente de la paix). Независимо от всичките усилия на Паси, през 1870 г. между Франция и Прусия започва война. За Франция тя се оказва катастрофална: армията е разгромена, Наполеон взет в плен и Париж обсаден. В началото на следващата година правителството иска мир.
Една от жертвите на войната е Лигата, но на нейна основа е създадено Френско дружество на приятелите на мира (на френски: Société française des amis de la paix). Паси публикува манифеста „Мъст или възраждане“, в който призовава за „мирно разбирателство между Франция и Германия на основата на арбитража“. В манифеста се предлага и неутрален статут на Елзас и Лотарингия.
С основаването на Третата френска република през 1871 г. Паси успява най-сетне да постъпи на служба и скоро започва да преподава в парижките училища. През 1881 г. е избран в камарата на депутатите, където защитава свободата на търговията, работническото законодателство и резолюцията за международния арбитраж. Когато Франция разширява агресивно колониалната си империя в Северна Африка и Югоизточна Азия, Паси осъжда решително опитите „да се господства, да се поробват и да се експлоатират другите народи… които чувстват своята националност така, както и ние, и които не по малко от нас са привързани към своята независимост и родна земя“. По това време той все повече се увлича от движението за арбитраж – алтернатива на международните въоръжени конфликти. През 1887 г. Уилям Рандъл Кримър подготвя съглашение между Англия и САЩ за арбитраж във всички спорни случаи, които не могат да бъдат решени с обикновените дипломатически средства. Топлият прием, оказан на Кримър в САЩ, и подкрепата на идеята му в британския парламент вдъхновяват Паси за аналогична инициатива. Той организира заедно с Кримър през 1888 г. среща между френски и английски парламентаристи за обсъждане на перспективите на арбитража между техните страни и САЩ. Решено е срещата да се повтори след една година. През 1889 г. представители на десет европейски страни и САЩ се срещат в Париж по време на световното изложение и основават Междупарламентарен съюз за разработване на предложения за арбитраж и разоръжаване.

## Следващи години (1890 – 1912)
След като претърпява поражение на следващите избори, Паси започва да посвещава по-голяма част от времето си на задължението си на председател на Съюза, но продължава да пише много и да чете лекции. Получената през 1901 г. Нобелова награда за мир разделя с Анри Дюнан. Представяне на лауреатите няма и нобелови лекции не са изнесени. Признат за лидер на европейското движение за мир, Паси продължава да работи и след награждаването си. Той се обръща към кралица Виктория с призив да не започва война с бурите в Южна Африка, убеждава Русия и Япония да решат териториалния си спор с арбитраж, което било направено през 1906 г. с помощта на Теодор Рузвелт. До края на живота си Паси е уверен, че „бъдещето не принадлежи на войната, отчуждението и омразата. То принадлежи на мира, труда и арбитража“. След смъртта си е погребан в гробището Пер Лашез в Париж.
Умира на 12 юни 1912 година в Ньой сюр Сен на 90-годишна възраст. Погребан е в гробището Пер Лашез в Париж.

## Признание
През 1901 година е удостоен като „апостол на мира“ с първата Нобелова награда за мир, заедно с Анри Дюнан.